# Уэдж, Томас
Томас Гренфелл Уэдж (англ. Thomas Grenfell Wedge; 15 августа 1881, Сент-Айвс, Юго-Западная Англия — 11 декабря 1964 или 13 декабря 1964, Пензанс, Юго-Западная Англия) — британский регбист, призёр летних Олимпийских игр.
Уэдж участвовал в летних Олимпийских играх 1908 года в Лондоне в соревнованиях по регби. Его сборная провела единственный матч против Австралазии и проиграла его, заняв второе место и получив серебряные медали.